# Съюз на икономистите в България
Съюзът на икономистите в България (СИБ) е неправителствено, неполитическо, творческо-професионално сдружение с нестопанска цел. В него могат да членуват дееспособни физически и юридически лица, които се занимават и извършват икономическа дейност в областта на науката, практиката и управлението. СИБ периодично организира организира научни конференции по актуални теми, като бедността и младежката безработица; публични лекции на изтъкнати български и европейски икономисти; конкурси за млади икономисти.

## История
Съюзът на икономистите в България е наследник и продължител на дейността на първото Българско икономическо дружество (БИД), създадено на 11 юни 1895 г., което съществува под това название до януари 1950 г. На 20 октомври 1964 г. се основава Дружество на икономистите в България, което след неколкократна промяна в наименованието си, на 3 май 1990 г. се регистрира като Съюз на икономистите в България (СИБ). Основната цел тогава е била да се работи за „напредъка на народния поминък“. И днес в устава и всички изяви на СИБ тези мисия, визия и ценности се отстояват.

## Членове
В Съюзът на икономистите в България членуват редица български бизнесмени, интелектуалци, преподаватели и обществено-отговорни граждани, част от тях са:
- проф. д.ф.н. Кръстьо Петков
- Доц. д-р Начко Цветанов Радев
- Проф. д.ик.н. Димитър Веселинов Хаджиниколов
- Проф. д-р Атанас Дамянов Петров
- Ст.н.с. д-р Горан Банков Цонков
- Доц. д-р Йорданка Владимирова Ковачева
- Д-р Кирил Георгиев Гегов
- Проф. д-р ик.н. Николинка Петрова Сълова
- д-р ик. инж. Петър Нейчев

## Цели
- Да съдейства за социално-икономическия просперитет на страната;
- Да участва в разработване и внедряване на икономически иновации и технологии в стопанската дейност;
- Да укрепва и разширява международните контакти и да развива взаимоизгодно сътрудничество със сродни организации от чужбина;
- Да съдейства за развитие на икономическата наука и усъвършенстване на практиката;
- Да организира изучаването и разпространяването на икономическия опит на други страни.[2]